# 홍콩 작전
홍콩 작전(Operation Hongkong) 또는 어나니머스 홍콩 시위는 어나니머스의 작전 중 하나로 중국, 홍콩 정부기관과 경찰의 홍콩 민주화 시위 탄압을 중단시키고  홍콩이 민주화로 나아가는 것을 목표로 하는 작전이었다.

## 배경
한국날짜로 2014년 홍콩 시위(우산혁명)이 이 작전의 배경이 되었다.
이 시위를 주도한 주도자, 시민들이 홍콩의 간접선거제, 거짓 민주주의에 반대하고자 시위를 벌였다.
평화적 시위에도 불구하고 홍콩 경찰이 최루탄으로 이 시위를 탄압했다. 그리고 국가는 언론통제와 인터넷까지 차단하였다.
홍콩 여대생의 폭로로 이 사실을 알게 된 어나니머스가 홍콩 탄압에 반대해 같이 싸우고자 유튜브에 작전 영상을 공식 게시하였고, 이 작전이 본격적으로 진행되기 시작했다.

## 진행과정

### 당시 이용된 웹 서비스
작전 관련 내용이 해당 작전의 공식 페이스트빈을 통해 게시되었고, 그 당시 작전에서 이용된 소셜네트워크서비스(SNS)로는 트위터, 페이스북 등이었다.
작전내용이 트위터, 페이스북 등을 통해 올려졌을 때 해시태그로는 #OpHongkong,#OpHK등이 주로 사용되었다.
그 당시 홍콩 작전 트위터 어나니머스 공식 계정은 @OpHongKong이었다.

## 결과

### 처벌 및 체포
- 홍콩 경찰, 정부 웹사이트 해킹 혐의 11명 체포 - KBS

## 멕시코 주최 홍콩 작전
2016년 1월 4일 아주경제에 보도된 바로는 멕시코측이 중국 공산당에 공격을 선포했다.

## 같이 보기
- 직선제
- 퍼거슨 작전
- 리크스핀 작전
- 중화민국
- 마카오
- 대만
- 아편전쟁